# Birgit Fischer
Birgit Fischer (Brandenburg, tada DDR, 25. veljače 1962.), njemačka kajakašica.
Kao kajakaška reprezentativka Njemačke, svrstala se na listu najuspješnijih olimpijaca u povijesti, osvojivši 8 zlatnih i 4 srebrne medalje na 6 Olimpijskih igara, dvaput nastupajući za Istočnu Njemačku, a četiri puta za ujedinjenu Njemačku. Poslije OI 1988. i 2000. odlučivala se povući, ali se ipak vraćala i to s uspjehom. Ona je, uopće, i najmlađa i najstarija kanuistička Olimpijska pobjednica (s 18 i s 42 godine). Godine 2004. proglašena je za njemačku sportašicu godine.
Potekla je ASK (armijski sportski klub) u Potsdamu, i radila je kao trener pri istočnonjemačkoj vojsci, stekavši čin bojnika. Bila je udana (od 1984. – 1993.) za, također, kanuistu Joerga Schmidta. Sada živi s dvoje djece u Brandenburgu. Na izborima 1999. neuspješno se kandidirala na listi njemačkog FDP-a za mjesto u Europskom parlamentu.

## Karijera
- 1979. SP: Zlato: 500m K4
- 1980   OI: Zlato: 500m K1
- 1981. SP: Zlato: 500m K1, K2 i K4.
- 1982. SP: Zlato: 500m K1, K2 i K4
- 1983. SP: Zlato: 500m K1, K2 i K4
- 1984 OI: Bojkot država istočnog bloka
- 1985. SP: Zlato: 500m K1, K2 i K4
- 1996. Pauza zbog rođenja sina Ole-a
- 1987. SP: Zlato: 500m K1, K2 i K4
- 1988 OI: Zlato: 500m K2 i K4; srebro: 500m K1
- 1989. Povukla se
- 1992 OI: Zlato: 500m K1; srebro: 500m K4  (nastupa po prvi puta za ujedinjenu Njemačku)
- 1993. SP: Zlato: 500m K1 i K4; bronca: 5000m K1
- 1994. SP: Zlato: 500m K1 i K4; srebro: 200m K2 i K4; bronca: 500m K2
- 1995. SP: Zlato: 500m K4; srebro: 200m K4
- 1996 OI: Zlato: 500m K4; srebro: 500m K2
- 1997. SP: Zlato: 500m K2 i K4, 200m K2 i K4, i 1000m K2
- 1998. SP: Zlato: 500m K4; srebro: 500m K2 i 1000m K2
- 1999. SP: Srebro: 500m K4
- 2000 OI: Zlato: 500m K2 i K4
- 2001. Povukla se
- 2004 OI: Zlato: 500m K4; srebro: 500m K2

## Vanjska poveznica
- Službene stranice